# دهه ۱۶۵۰ (پیش از میلاد)
دهه ۱۶۵۰ (پیش از میلاد) صد و شصت و پنجمین دهه قبل از مبدا شروع تقویم میلادی است.